# Föralinjen

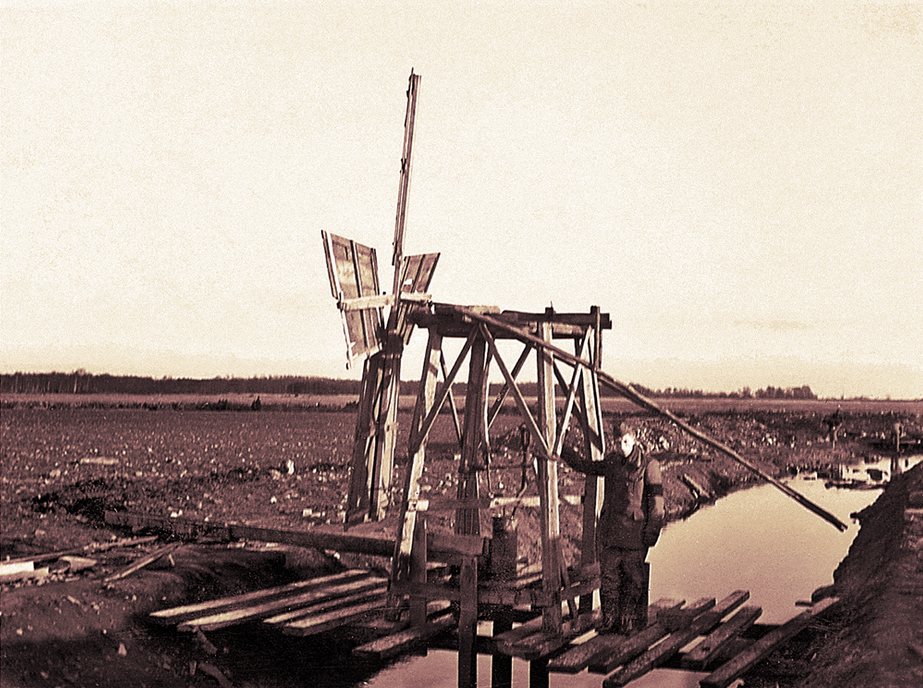
Raoul Thörnblad vid en vindsnurra som skulle pumpa vatten till Föralinjen.

Föralinjen var ett svenskt försvarsprojekt som pågick på Öland under andra världskriget mellan 1940 och 1941.

## Historik
Projektets mål var att skapa en vattenfylld försvarslinje i höjd med Föra på Öland, som var tänkt att bli en fem km lång vattenfylld stridsvagnsgrav omgiven av översvämmade träskmarker.  Försvarslinjen, som skulle gå mellan Djupvik vid Kalmarsund och Vässby vid östersjökusten, skulle konstrueras genom en kombination av kanaler och vallar, tillsammans med redan existerande våtmarker. Denna försvarslinje skulle kunna översvämmas vid en attack med hjälp av dieselpumpar som pumpade upp havsvatten över landborgen vid Lofta på öns västra sida medan en sluss byggdes vid Östra Vässby (57°01.574′N 16°53.007′Ö / 57.026233°N 16.883450°Ö).
Projektet leddes av landstormsregementschefen för Öland, major Nils Hallström tillsammans med kapten Raoul Thörnblad. Projektet stötte på en mängd svårigheter och avslutades i förtid. Efter att Hallström hastigt avlidit 1941 blev det Thörnblad som fick ta på sig ansvaret. Han ställdes inför krigsrätt för att ha slösat med försvarets medel men friades. 

### I litteraturen
Föralinjen har en stor betydelse i Johan Theorins kriminalroman Ristmärken (2023).